# Sporormiella tomilinii
Sporormiella tomilinii är en svampart som beskrevs av O.V. Korol. 2000. Sporormiella tomilinii ingår i släktet Sporormiella och familjen Sporormiaceae.   Inga underarter finns listade i Catalogue of Life.